# 香港海事青年團

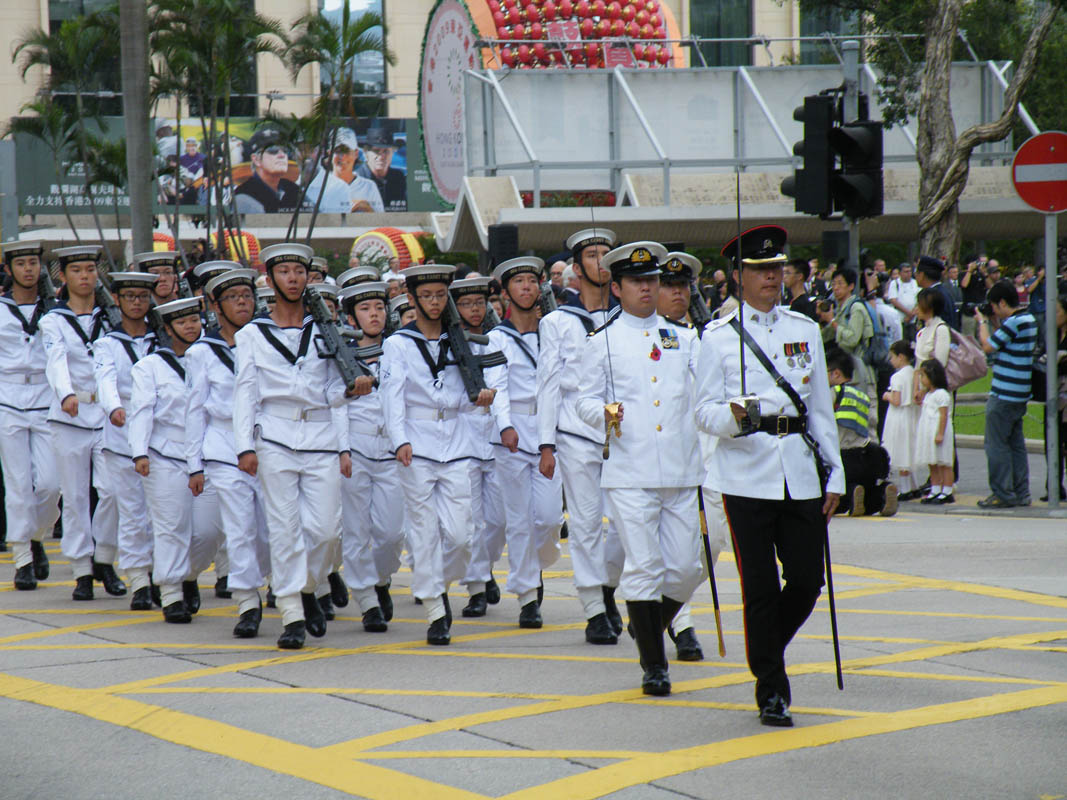
香港海事青年團儀仗隊參與紀念香港重光位於和平紀念碑的國殤紀念日巡遊

香港海事青年團（英文：Hong Kong Sea Cadet Corps，縮寫：HKSCC）是由英國組織海事青年團衍生的香港青少年制服團體，旨在透過海事及航海訓練，讓青少年除了學習海事專業知識之餘，亦能夠發展德育、公民教育、團隊精神及領導才能等各個領域。總部位於九龍鑽石山豐盛街11號。

## 簡介

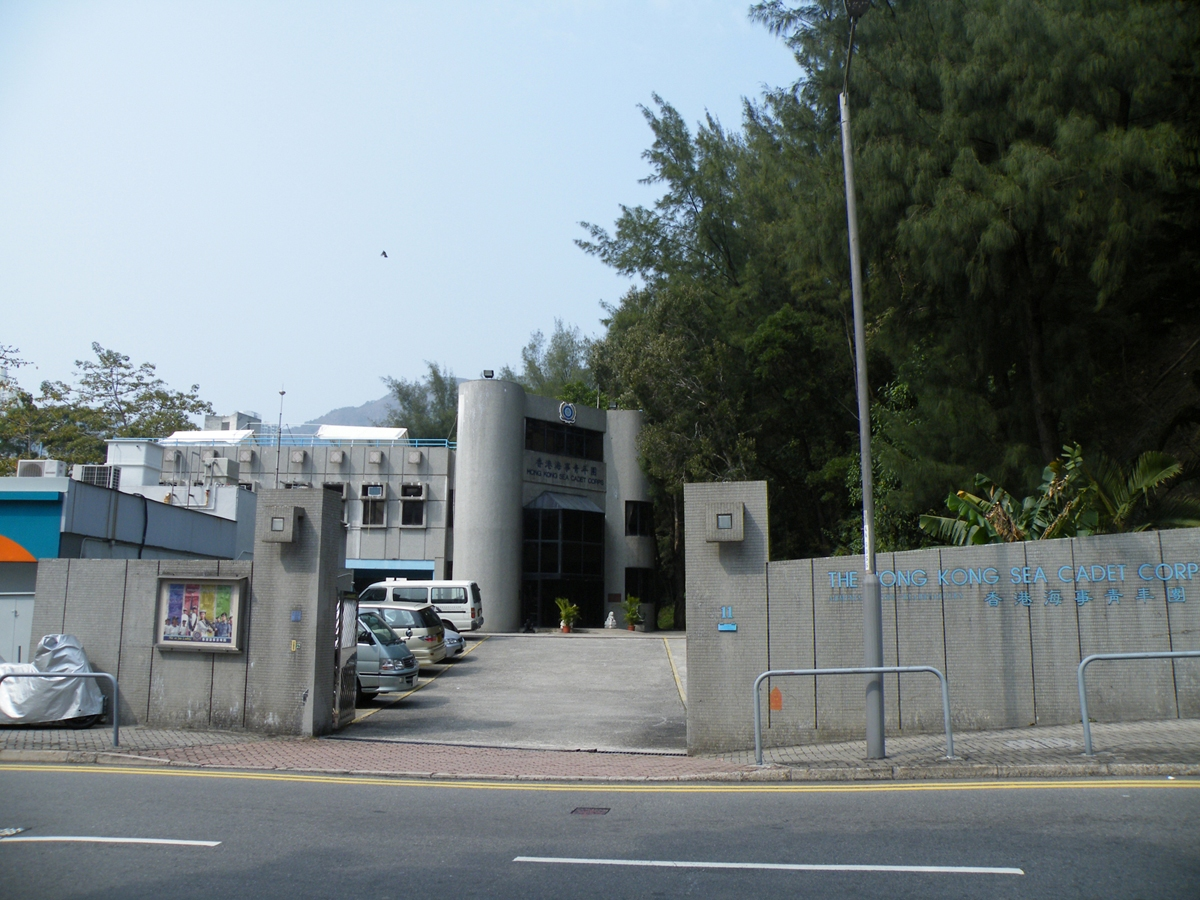
香港海事青年團總部

香港海事青年團成立於1968年，原名香港海事訓練隊，由駐港皇家海軍後備隊（Royal Naval Reserve）於1968仿照英國海事訓練隊成立，與英國軍隊學生聯合軍訓隊及英國海事青年團有緊密關係。1997年，香港主權移交中國，香港海事訓練隊改名為「香港海事青年團」並成為由政府資助的青少年制服團體。香港海事青年團日常營運的部分開支，亦同時由香港賽馬會及香港公益金所資助。
香港海事青年團總部是2000－2001年無綫電視劇集FM701的全線電台、2020年劇集黃金有罪、迷網以及香港電台單元劇賭海迷途2012：槍後七日取景地點。
目前香港海事青年團，設有16隊接受培訓的分隊。各分隊以總部(設於鑽石山豐盛街)，兩個分別位於赤柱聖士提反灣的銀禧水上活動中心及西貢斬竹灣的鄧肇堅海事康樂中心的營地,以及停泊於銅鑼灣香港遊艇會Supertee號作為航海訓練中心，透過各種英國皇家海軍傳統及禮儀,步操及紀律,野外鍛練,海事實務,航海知識,水上活動和急救的課程，訓練青少年各種海事技能及相關知識。

## 階級
香港海事青年團以英國皇家海軍及英國海事訓練隊的階級制為仿傚制度
隊員（Junior Rates）/（Cadets）
- 新隊員（New Entry）
- 初級隊員（Junior Cadet）
- 中級隊員（Ordinary Cadet）
- 高級隊員（ABle Cadet）
- 隊長（Leading Cadet）

教官（Senior Rates）/（Instructors）
準士官（Acting Petty Officer)
- 士官（Petty Officer）
- 士官長（Chief Petty Officer）
- 二級準尉（Warrant Officer WO2 ）
- 一級準尉（Warrant Officer WO1 ）

初級長官（Junior Officers）
- 少尉（Midshipman）
- 中尉（Sub-Lieutenant）
- 上尉（Lieutenant）
- 少校（Lieutenant Commander）

高級長官（Senior Officers）
- 中校（Commander）
- 上校（Captain）

## 制服
長官，教官及隊員的制服，一般集隊訓練時為深藍色貝雷帽，藍色上衣，深藍色長褲及黑色步操皮鞋，英文 Action Working Dress (No.8's) 隊員簡稱「AWD」。大匯操及公開場合則穿著白色（夏季）或黑色（冬季）海軍軍官及水兵制服，格式仿效英國皇家海軍。

## 分隊
香港海事青年團分為16個分隊，分佈於香港各區。部份訓練船名稱取材自英國皇家海軍軍艦。
- 皇家方舟號分隊（TS Ark Royal）取自 HMS Ark Royal 皇家方舟號
- 光輝號分隊（TS Brilliant）取自HMS Brilliant F90  （页面存档备份，存于）
- 深培分隊（TS Cornflower）取自HMS Cornflower
- 龍翔分隊（TS Drake）取自HMS Drake  （页面存档备份，存于）
- 永恆號分隊（TS Eternity）
- 信念號分隊 (TS Faith)
- 景嶺分隊（TS Glory）取自HMS Glory  （页面存档备份，存于）
- 辛亥年分隊 (TS Hero) 取自HMS Hero  （页面存档备份，存于）
- 崇真分隊（TS Lightning）取自HMS Lightning  （页面存档备份，存于）
- 馬可賓分隊（TS Ma Ko Pan）
- 蒙巴頓分隊（TS Mountbatten）取自蒙巴頓海軍元帥
- 禮義號分隊（TS Nelson）取自HMS Nelson  （页面存档备份，存于）／納爾遜海軍中將
- 李琳明分隊（TS Neptune）取自HMS Neptune  （页面存档备份，存于）
- 效忠號分隊（TS Royalist）取自HMS Royalist  （页面存档备份，存于）
- 普照分隊（TS Somerset）取自HMS Somerset  （页面存档备份，存于）
- 劉永生分隊（TS Unicorn）取自HMS Unicorn  （页面存档备份，存于）
- 北聯分隊（TS York）取自HMS York 約克號

## 香港海事青年團誓詞
Hong Kong Sea Cadet Promise
I promise to serve the Hong Kong Special Administrative Region, the Community and the Hong Kong Sea Cadet Corps, and to obey the orders of my superior officers.
I will be proud of my uniform and be smart and seamanlike in wearing it, and always do my duty.
原版（1997年前）
I promise to serve My God, The Queen, The Commonwealth and the Sea Cadet Corps, and to obey the orders of my superior officers.
I will be proud of my uniform and be smart and seamanlike in wearing it, and always do my duty.
語意：
本人承諾為香港特別行政區、社會及香港海事青年團服務，並遵從上級長官的命令。我會為自己的制服感到自豪，並會在服務時像海員般的聰明，且常遵守本分。

（1997年前）
本人承諾為上帝、女王，英聯邦及海事青年團服務，並遵從上級長官的命令。我會為自己的制服感到自豪，並會在服務時像海員般的聰明，且常遵守本分

## 外部連結
- 官方網站 （页面存档备份，存于）